# Esmoriz
Esmoriz é uma cidade portuguesa sede da Freguesia de Esmoriz do Município de Ovar. A freguesia tem 9,05 km² de área e 11 922 habitantes (censo de 2021), tendo, por isso, uma densidade populacional de 1 317,3 hab./km².
Esmoriz tem o estatuto de cidade desde 1993, estando geminada com Draveil, em França.

## História
As origens da cidade remontam ao período da ocupação romana, quando se denominava "Ermeriz" ou "Hermeriz".
Sob o reinado de Dinis I de Portugal (1279-1325), a freguesia e a chamada Barrinha de Esmoriz encontram-se referidas nas Inquirições de 1288: "(...) e disseram, pelo juramento que fizeram, que, em um lugar que é dele da freguesia de Esmoriz e dele da freguesia de Cortegaça, contra o mar, há uma lagoa que era devesso e a que vinham os homens d'el-rei e os outros da terra colher o carocil (...)"
Esmoriz também se encontra referida no Foral Novo da Feira (1514).
Ao longo dos séculos, a titularidade da sua posse variou: foi pertença dos condes da Feira e posteriormente da Casa do Infantado. Passou para Ovar em 1514 (?) e em 1916 pertencia a Espinho. Anos mais tarde voltou para a comarca de Ovar, onde permanece até hoje.
Em 29 de março de 1955 ascendeu ao estatuto de vila e, mais tarde, a 2 de julho de 1993 ascendeu ao de cidade.
Ao longo dos séculos a fertilidade das terras de Esmoriz e os seus recursos foram razões determinantes para a fixação da população nesta zona. As principais atividades centravam-se na Arte Xávega, na Tanoaria e na Cordoaria. Atualmente essas atividades deram lugar a novas indústrias, como por exemplo a de móveis, confecções, construção civil, e outras.

## Património edificado

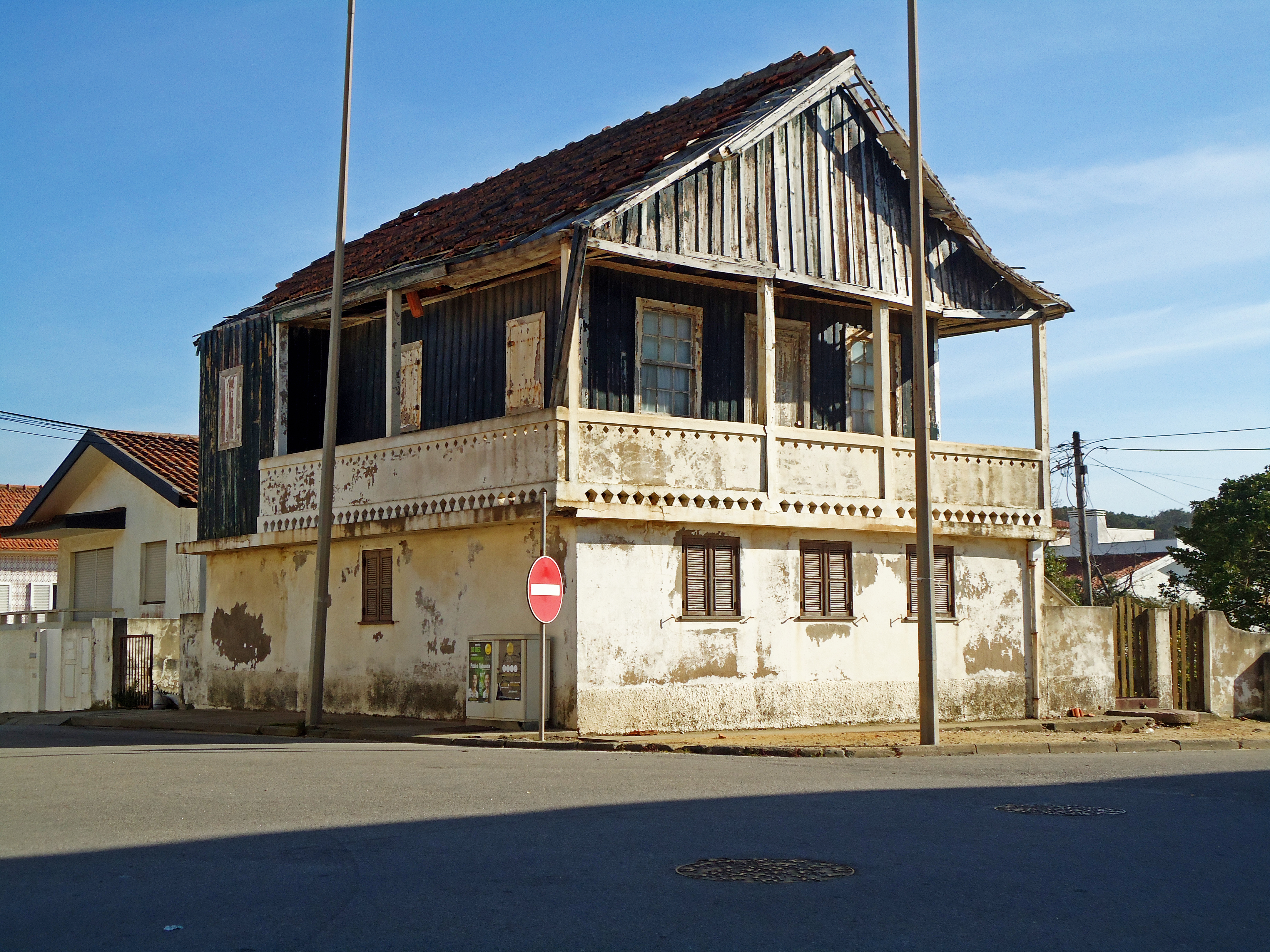
Antiga casa de pescadores, Esmoriz.

Em termos de património edificado destacam-se os antigos palheiros, abrigos de pescadores no passado, e os templos, nomeadamente a Igreja Matriz de Nossa Senhora da Assunção, a Capela de Nossa Senhora da Penha de França, e a Capela da Praia.
A cidade conta ainda com um monumento em homenagem ao tanoeiro, e outro aos pescadores, antigas atividades económicas expressivas para a sua economia.
O Palacete dos Castanheiros, onde se situa atualmente a Biblioteca Pública de Esmoriz, acolheu em tempos a Escola E.B. 2/3 Florbela Espanca.

## Demografia
A população registada nos censos foi:
Nota: Por decreto de 21 de junho de 1879 esta freguesia passou do concelho da Feira para o de Ovar. Por decreto nº 12.457, de 10 de outubro de 1926, passou a fazer parte do concelho de Espinho. Por decreto nº 15.395, de 14 de abril de 1928, esta freguesia deixou de fazer parte do concelho de Espinho e passou novamente a pertencer ao de Ovar. Por decreto nº 40.408, de 29 de março de 1955 esta povoação foi elevada à categoria de vila.
| Distribuição da População por Grupos Etários | Distribuição da População por Grupos Etários | Distribuição da População por Grupos Etários | Distribuição da População por Grupos Etários | Distribuição da População por Grupos Etários |
| -------------------------------------------- | -------------------------------------------- | -------------------------------------------- | -------------------------------------------- | -------------------------------------------- |
| Ano                                          | 0-14 Anos                                    | 15-24 Anos                                   | 25-64 Anos                                   | > 65 Anos                                    |
| 2001                                         | 2028                                         | 1695                                         | 6162                                         | 1108                                         |
| 2011                                         | 1875                                         | 1200                                         | 6830                                         | 1543                                         |
| 2021                                         | 1545                                         | 1297                                         | 6809                                         | 2271                                         |

## Património natural
Em termos de património natural a cidade tem como principal atração uma praia de areia fina, propícia à prática de desportos náuticos, nomeadamente o surf, e a Barrinha de Esmoriz, canal lagunar atualmente em processo de despoluição.
Em 2017, foram inaugurados os passadiços de Esmoriz, que percorrem uma secção da Barrinha de Esmoriz já despoluida, e fazem ligação com os passadiços de Espinho, estendendo a rede de passadiços beira-mar que liga as praias desde Espinho até Gaia. Os passadiços incluem também um observatório de avifauna que permite a observação de aves que fazem da Barrinha o seu habitat.
O conjunto Barrinha de Esmoriz/Lagoa de Paramos forma a maior zona lagunar da região Norte do país, com cerca de 400 hectares de área.
Para aproveitamento desse património, a cidade conta com vários surfcamp / surf houses: Surfivor Surfcamp, Oporto Surfcamp, Surfer's Camp e Watermark Surf House.
Mais recentemente, abriu o primeiro clube de surf em Esmoriz credenciado pela Federação Portuguesa de Surf(Atlantikbreak -Clube de Surf), tendo uma escola associada ao mesmo,com a designação de Barrinha Surf School.
Em 2017, foi criada a primeira associação de Stand Up Paddle de Esmoriz, SUPSoul, para dar resposta ao crescimento desta modalidade na cidade de Esmoriz.

## Grupos e Associações

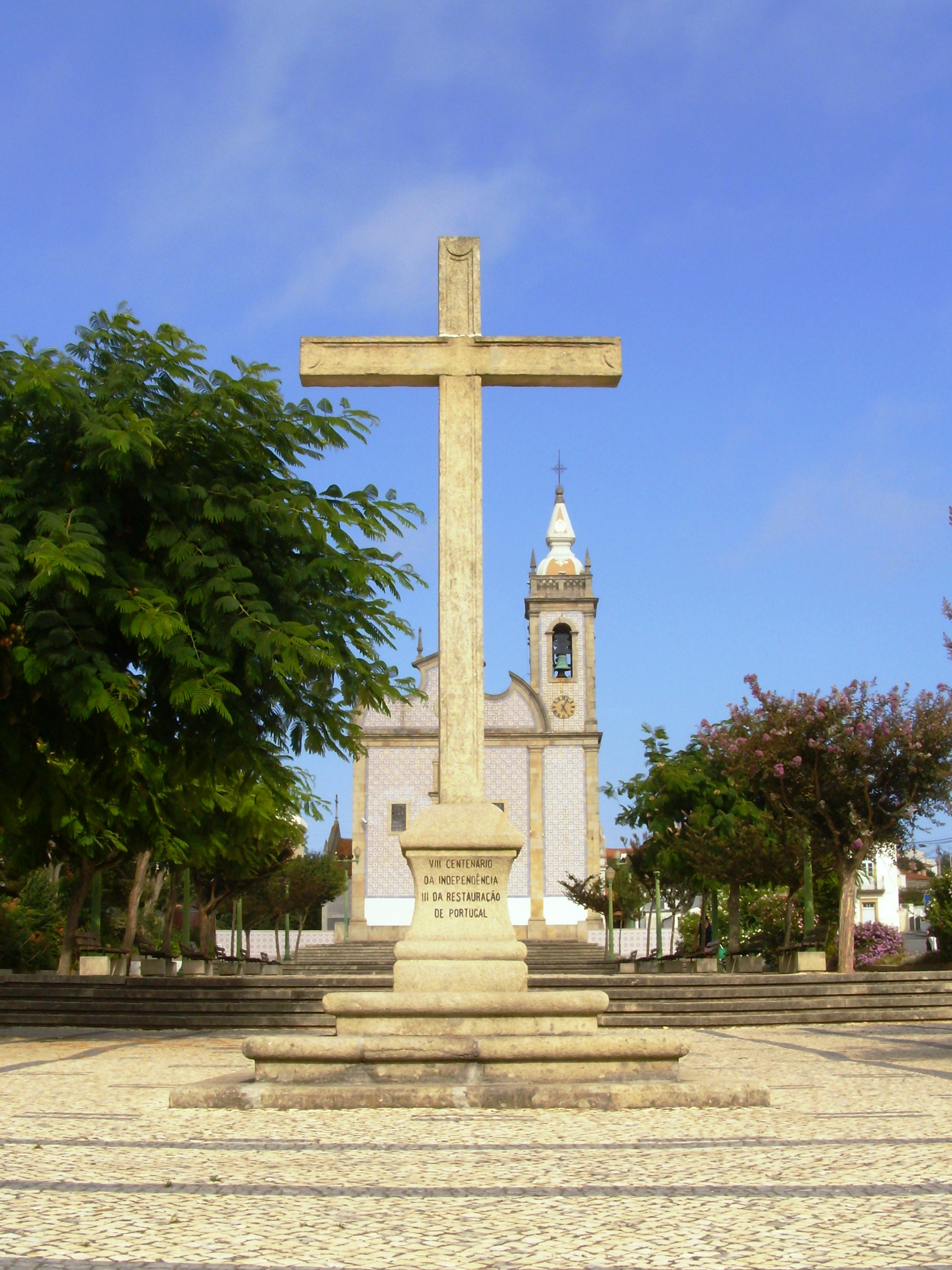
Monumento ao VIII Centenário da Independência, III da Restauração de Portugal.

- Grupo de Danças e Cantares de Santa Maria de Esmoriz
- Esmoriz Ginásio Clube
- Agrupamento 871 - Esmoriz - do Corpo Nacional de Escutas
- Grupo de Acólitos de Esmoriz
- Grupo Para a Sociedade (GPS)
- Grupo D'Arte e Cultura Os Arautos
- Grupo Columbófilo de Esmoriz
- Orquestra de Bandolins de Esmoriz
- Associação Humanitária dos Bombeiros Voluntários de Esmoriz
- Piscina da Associação Humanitária dos Bombeiros Voluntários de Esmoriz
- Palheiro Amarelo
- Centro Comunitário de Esmoriz
- Sporting Clube de Esmoriz
- Comissão de Melhoramentos de Esmoriz
- Esmoriz Moto Clube
- Grupo Teatro Renascer
- Atlantikbreak - Clube de Surf
- Self-Rule - Banda de Punk
- Associação de Stand Up Paddle de Esmoriz - SUPSoul
- Conferência Vicentina de Esmoriz
- Grupo Paroquial de Esmoriz  (Grupo Coral)
- Movimento Cursilhos de Cristandade de Esmoriz (Ultreia de Esmoriz)
- Associação de Pais e Encarregados de Educação da Escola Secundária de Esmoriz